# Vrioci
Vrioci je naseljeno mjesto u sastavu općine Bosanska Dubica, Republika Srpska, BiH.

## Stanovništvo
| Vrioci             |              |
| godina popisa      | 1991.        |
| Srbi               | 363 (92,84%) |
| Hrvati             | 0            |
| Muslimani          | 6 (1,53%)    |
| Jugoslaveni        | 12 (3,07%)   |
| ostali i nepoznato | 10 (2,56%)   |
| ukupno             | 391          |